# Uniforme de la selección de fútbol de Argelia
El uniforme de la selección argelina es blanco con motivos verdes, mientras que el uniforme alternativo es totalmente verde con motivos blancos.

## Evolución

### Local
|  | 1958-62 | 1962 | 1963–67 | 1968 | 1972 | 1976 | 1978 |  | 1980 | Moscú 1980 | 1982 |

|  | España 1982 | Los Ángeles 1984 | 1986 | México 1986 | 1988 | 1990 | CAN 1990 |  | 1991 |  | 2002 | 2004 |

|  | 2008 |  | 2010-2012 | 2013 | 2014-2015 | 2015 |  | 2016 (Juegos Olímpicos 2016) | 2016-2018 | 2018-2019 | 2019-2020 | 2020-2022 |

| 2022-2024 | 2024-Actual |

### Visita
| 1958–67 | 1968 | 1975 | 1978 | 1980 | Moscú 1980 | 1982 | España 1982 | España 1982 | 1984 |

| México 1986 | 1986 | 1988 | 1990 |  | 2002 | 2004 |  | 2008 | 2010-2012 | 2013 | 2014-2015 |

| 2015 | 2016 (Juegos Olímpicos 2016) | 2016-2018 | 2018-2019 | 2019-2020 | 2020-2022 | 2022-2024 | 2024-Actual |

## Proveedores
| Periodo   | Marca          |
| --------- | -------------- |
| 1962–1977 | Ninguno        |
| 1978–1990 | Sonitex        |
| 1990–1992 | Adidas         |
| 1993–1995 | Lotto          |
| 1996–2003 | Cirta Sport    |
| 2004–2009 | Le Coq Sportif |
| 2010–2014 | Puma           |
| 2015–2022 | Adidas         |